# Teleobjectiu

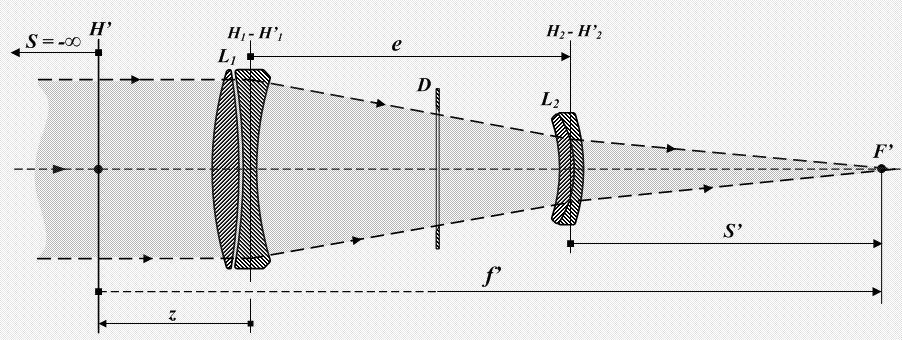
Cross-section - typical telephoto lens.
L1 - Tele positive lens group
L2 - Tele negative lens group
D - Diaphragm

Un teleobjectiu és un objectiu d'una càmera de fotos o de cinema que té una distància focal més gran que la d'un objectiu normal i, per tant, capta una imatge més restringida que l'ull humà i sembla aproximar aquesta imatge.

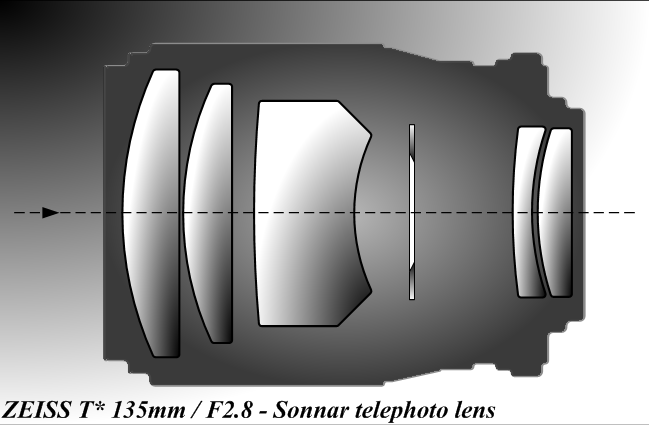
Esquema d'un teleobjectiu

Les característiques d'un teleobjectiu són les següents:
- "Aplana" la perspectiva: els objectes llunyans i els propers semblen més pròxims els uns dels altres.
- Té menys profunditat de camp que un objectiu normal, i molta menys que un gran angular: amb un teleobjectiu s'ha d'enfocar amb molta cura, o la imatge queda desenfocada.
- Sol ser menys lluminós que un objectiu normal o un gran angular del mateix preu. Els teleobjectius més lluminosos són molt voluminosos i cars.
- Els teleobjectius curts (amb pel·lícula de 24 x 36 mm, objectius de 80 a 110 mm de distància focal, aproximadament) són els millors per al retrat. Els teleobjectius llargs (a partir d'uns 400 mm, aproximadament) són els més indicats per a fotografiar animals.

## Classificació

### Objectius per a retrats
Són teleobjectius lleugers de distància focal entre els 80 i 135 mm, per a càmeres de format petit.
Són ideals per fer fotos de retrat a causa de la seva imatge lliure de distorsions, sense ser per un altre costat excessivament planes, i a causa de la seva reduïda profunditat de camp, la qual permet difuminar el fons ressaltant més la cara fotografiada. Aquests objectius poden emprar-se sense trípode en condicions normals de llum. Són usuals els següents angles de visió diagonals:
- 80 mm (angle diagonal de 30º)
- 100 mm (angle diagonal de 24º)
- 135 mm (angle diagonal de 18º)

### Teleobjectius estàndard
Les distàncies focals més usuals per a teleobjectius van des dels 135 mm fins als 200 mm, en format petit. Aquests objectius són usualment pobres en lluminositat, oscil·lant entre els f:4 i els f:5,6. Se solen emprar per a viatges, i fins i tot per a fotografia de naturalesa. Per a aquestes distàncies focals se solen requerir velocitats d'obturació i, per tant, una bona il·luminació o una pel·lícula d'alta sensibilitat (ISO), per evitar la trepidació. Una altra opció és l'ús del trípode.
Els teleobjectius més usuals són:
- 180 mm (angle diagonal de 13,7º)
- 200 mm (angle diagonal de 12,3º)
- 300 mm (angle diagonal de 8,2º)
- Canon Ef 75-300 mm

### Superteleobjectius
Tots els objectius de distàncies focals majors a 300 mm. L'ús d'aquests objectius sol tenir com a finalitat la fotografia documental d'animals o esports. En la majoria dels casos requereixen trípode per al seu ús.
Els superteleobjectius més usuals són:
- 400 mm (angle diagonal de 6,2º)
- 500 mm (angle diagonal de 5,0º)
- 600 mm (angle diagonal de 4,1º)
- 800 mm (angle diagonal de 3,1º)
- 1.200 mm angle diagonal de 2,1º)

Nota: aquests angles es corresponen per a un sensor o pel·lícula de la mida de la clàssica pel·lícula de 35 mm (36 mm x 24 mm) i per a una distància al motiu fotografiat no molt baixa (a 1 m en la focal de 80 mm l'angle és de 28º baixant ràpidament com més prop estem del motiu).

### Objectius catadiòptrics
Els objectius catadiòptrics són objectius molt lleugers, molt petits amb relació a la seva distància focal, i molt barats. Estan construïts amb sistemes de miralls similars als telescopis. Com a inconvenients, compten amb una obertura de diafragma, no són lluminosos, es produeixen aberracions, i el "bokeh" és de pitjor qualitat.
Per a càmeres de petit format les distàncies focals van des dels 200 mm fins als 2.000 mm. L'ús d'aquests objectius demana fer servir trípode.

### Teleconversors o duplicadors de focal
No són objectius pròpiament dits, sinó que són convertidors, adaptadors que s'intercalen entre un objectiu i el cos de la càmera per modificar la distància focal de l'objectiu. És una forma barata de duplicar la distància focal, tot i que resta lluminositat i qualitat a la imatge. La lluminositat varia en, aproximadament, el doble de proporció en què alteren la distància focal. D'aquesta manera, un objectiu 50 mm f:2,8, amb un duplicador x2 passa a ser un 100 mm f:5,6. Hi ha duplicadors des de x1,3, x1,5, x1,7, fins x2.